# Пальмизано, Антонелла
Антонелла Пальмизано (итал. Antonella Palmisano; род. 6 августа 1991, Моттола, Апулия) − итальянская легкоатлетка, чемпионка летних Олимпийских игр 2020 года в спортивной ходьбе на 20 км, призёр чемпионатов мира и Европы.

## Биография
Родилась 6 августа 1991 в городе Моттола. Старшая дочь в семье. Отец работает в текстильном бизнесе, в прошлом занимался мотокроссом. Её мать работает швеёй, в молодости увлекалась любительским волейболом. Её младший брат Мишель (1994 г.р.), также занимается легкой атлетикой, член команды Дон Милани и чемпион Италии среди юниоров в 2009 году на дистанции в 4 км в спортивной ходьбе.
Живёт в Моттоле со своими бабушкой и дедушкой по материнской линии. В 2010 году Антонелла Пальмизано закончила факультет рекламной графики в Институте Профессиональных социальных служб Моттола.
12 марта 2010 года она присоединилась к спортивной группе Fiamme Gialle Sports Group, зачисленная как Allieva Finanziere.

## Спортивная карьера
Первый успех ей пришел в 2009 году на чемпионат Европы среди юниоров (10 км), где она завоевала серебро. В том же году получила бронзу на Кубке Европы по спортивной ходьбе (10 км).
На Кубке мира по спортивной ходьбе в 2010 году стала первой. Все эти соревнования были юниорскими.
На чемпионате мира 2013 года в Москве была 13-й. Через два года в Пекине на мировом первенстве — 5-е место.
На чемпионате мира 2017 года завоевала бронзовую медаль.
На Командном чемпионате Европы 2021 года по спортивной ходьбе стала победительницей на дистанции 20 км. Также она получила бронзу в командных соревнованиях.
На Олимпийских играх 2020 в Токио стала олимпийской чемпионкой на дистанции 20 км, со временем 1:29:12.
На чемпионате мира 2023 года в Будапеште Пальмизано на дистанции 20 километров с результатом 1:27:26 стала бронзовым призёром.
В июне 2024 года выиграла золото на дистанции 20 км на чемпионате Европы в Риме.

## Национальные титулы
Выиграла 9 чемпионатов страны среди взрослых.
- Чемпионат Италии по легкой атлетике
- 10 км пешеходной дороги: 2014, 2018, 2020
- 20 км пешеходной дороги: 2014 (1)
- Чемпионат Италии по легкой атлетике в помещении
- Ходьба на 3000 метров : 2013, 2015, 2017, 2018 , 2019